# سلاحف النينجا (مسلسل 1987)
مسلسل سلاحف النينجا (بالإنجليزية: Teenage Mutant Ninja Turtles)‏ (المعروف أيضا باسم Teenage Mutant Hero Turtles
في بعض البلدان الأوروبية بسبب الجدل في ذلك الوقت) هو مسلسل رسوم متحركة كان من الأساس قصص مصورة من إنتاج ميراج ستوديو في عام 1984, وتعرض أحداثه في مدينة نيويورك بشكل رئيسي، أول بث رئيسي للبرنامج كان المسلسل الأول في تاريخ 28 ديسيمبر 1987، ولهذا المسلسل 10 مواسم. وثاني مسلسل له في 8 فبراير 2003، وكان له 7 مواسم. تعرض قناة إم بي سي 3 وقناة سبيس تون البرنامج، وعرضت إم بي سي 3 7 مواسم، جميع مواسم البرنامج تمتلك 26 حلقة باستثناء الموسم الخامس والسابع الذي يمتلك 13 حلقة. أما بالنسبة للمسلسل الثالث، والذي هو من إنتاج نكلوديون، فقد بدأ في 29 سبتمبر 2012 ولا يزال يعرض على إم بي سي 3، حيث عرضت 3 مواسم من اصل 5. والجدير بالذكر أن لكل مسلسل قصة مختلفة بخصوص ما حصل في البداية لسبلنتر والسلاحف، ويعتبر المسلسل الثاني أكثرهم اختلافا.

## القصة
تبدأ القصة في إحدى شوارع نيويورك عندما كادت شاحنة تحمل مادة غريبة أن تدهس رجلاً أعمى فركض فتى لينقذه فدفع فتى يحمل أربعة سلاحف، استطاع الرجل أن ينجو لكن سقطت السلاحف مع المادة الغريبة من الشاحنة في مجاري نيويورك، وكان الجرذ سبلتنر قد رأى الحادثة ثم تبع السلاحف إلى المجاري وسرعان ما بدأ تأثير المادة على السلاحف سبلتنر هو جرذ يمتلك ذكاء وصفات مميزة وقد تعلم من أحد مدربي النينجا الأقوياء والذي كان يدعى يوشي الذي قام شردر بقتله أمام سبلتنر، ثم لاحظ سبلتنر نمو أجزاء وأعضاء جسمه وأجسام السلاحف بشكل كبير ثم أستطاعت أجسامهم بفعل المادة الغريبة المشي على قدمين بكل سهولة والتكلم أيضا، ومع نمو السلاحف وكبرهم أتخذوا سبنتلر كأب لهم وقام سبنتلر بتسمية السلاحف بأسماء وجدها في أحد كتب عصر النهضة وسمى كل واحد منهم بالأسماء التالية وهي ليوناردو، رافاييل، مايكل أنجلو، ودوناتيلو، وقام سبنتلر بتعليم السلاحف الأربعة فنون النينجا وفن القتال والدفاع عن النفس، وبالطبع لم يظهر السلاحف على سطح الأرض إلا في الحلقة الأولى عندما تقاتلوا مع عصابة التنين الأرجواني.
في الموسم الأول واجه السلاحف تهديد عصابة الفوت نينجا التي كانت مهيمنة على مدينة نيويورك بقيادة شردر أو أروكو ساكي كما يعرفه سكان المدينة، وعندما رفض السلاحف الانضمام إلى شردر قام بالهجوم عليهم وأستطاع هزيمة الأربعة بكل سهولة ولكن هزمه سبلتنر، قام شردر بعد هزيمة بالهجوم على على منزل الآنسة ايبريل آونيل وقد هزم السلاحف مع معلمهم، ثم رجع السلاحف للانتقام من شردر لكن ساءت الأمور مع توغلهم في مقر عصابة الفوت لأنهم واجهوا مجموعة من النينجا الخارقين (أو الغامضين) وأيضاً واجهوا باكستر ستوكمن لكن هزموا جميعا وأيضا هزم شردر بقطع رأسه (لم تظهر لقطة أنفصال رأس شردر في قناة سبيس تون)، وبعد تلك المعركة اختفى سبنتلر، ووجد في مقر الأوتروم لكن بالخطأ وقع السلاحف على جهاز ناقل للأجسام فنقلهم إلى مكان آخر في المجرة.
وبعد تلك الحادثة التي قدمت في نهاية الموسم الأول وجد السلاحف نفسهم في كوكب من شطر آخر من المجرة وبمساعدة من اختراع عالم يدعى «هني قط» أو «الفيوجي تويد» أستطاع السلاحف العودة إلى وطنهم، بعد العودة مباشرةً فوجئ السلاحف بظهور شردر مرة أخرى لكن هزم شردر وكشف على أنه أحد الاوتروم، وبعد ذلك أنتشرت شائعة موت شردر في مدينة نيويورك، وبدأت حرب العصابات، ولإعادة سيطرة الفوت نينجا للمدينة، ظهرت كاراي وهي تلميذة شردر ومهمتها هي إعادة هيمنة شردر على مدينة نيويورك، أستطاعت كاراي مع السلاحف إعادة النظام إلى مدينة نيويورك.
في الموسم الثالث كان لقتال الترايسرتون والاتحاد على الأرض بحثاً عن الفيوجي تويد دور في تحرك الأحداث بشكل جذري في القصة، خلال الغزو ظهر بيشوب أو بيتشوب وهو عميل سري يعمل لصالح الولايات المتحدة الأميركية، وفي نهاية الموسم الثالث استخدم شردر أجهزة وتقنيات الترايستون التي بقيت على كوكب الأرض لتحريك خطته النهائية وهي العودة إلى كوكب الأوتروم ولكن هاجم السلاحف والعميل بيتشوب شردر في مقره ثم أستطاع الأوتروم أن يسجنوا شردر في كوكب بارد.
وفي الموسم الرابع أخذ النينجا الغامضون دوراً كبيراً الذين قدموا قليلاً في الموسم الأول، وأستطاع النينجا الغامضون الهرب من كاراي خليفة شردر بعدما خدعوا العميل بيتشوب بجعله يدمر قلادة التنغو التي كانت تحتجز قواهم بعدما تحرر النينجا الغامضون هدفهم وهو إعادة الكاسر.
في الموسم الخامس يأتي هذا الجزء ليكمل ما انتهى إليه الجزء الرابع فبعد اختطاف السلاحف هم وأربعة آخرين من قبل مجلس النينجا يتضح أن المجلس يحتاجهم في مهمة خاصة باليابان وبعد سفرهم إلى هناك يبدأ تدريبهم من أجل استعادة العناصر المفقودة والتي ستعيد شردر الأصلى (الكاسر) إلى الحياة مجدداً، ويبدأ صراع جديد بينهم وبين جنود الكاسر من أجل تلك العناصر.
في الموسم السادس بهذا الجزء يسافر السلاحف نحو المستقبل إلى عام 2105 عن طريق شاب صغير يدعى كودى وهو أحد أحفاد كاسى جونز والوريث الوحيد لشركة أونيل تك، ويلتقون أيضا بعمه داريوس الوصى على الشاب والطامع بالأستحواذ على إرثه، ويظهر أيضا أعداء جدد مثل شوكونابو، وأشباح الطريق وغيرهم، ويحاول السلاحف بهذا الجزء جاهدين العودة إلى زمنهم بمساعدة كودى وبما يمتلكه من تكنولوجيا.
في الموسم السابع بهذا الجزء يضيع المعلم سبلتنر بعالم الإنترنت بعد تدخل فايرل وإعاقتها لعملية النقل الزمنى والتي كانت ستنقل السلاحف من زمن 2105 إلى زمنهم، ويعود الكاسر (شردر اليوتروم) إلى الظهور مجدداً بعد احتلاله لجسد فايرل ولكن هذه المرة بصورته الرقمية الاحتياطية والتي كان قد سجلها على الإنترنت قبل نفيه، ويقابل السلاحف هناك ويكون هدفه هو صنع آلة نقل رقمية مثل التي يمتلكها السلاحف بحيث تنقله وتعيده إلى العالم الحقيقى من جديد، ثم يعيدوا المعلم سبلتنر ويحدث قتال بين جميع أبطال والاشرار في زفاف أبريل وكيسي ويكتشفوا السلاحف جهاز التعقب الموجود في اذن المعلم سبلتنر يستخدمونه لهزيمة شردر(الكاسر)إلى الابد.

## الشخصيات
مسلسل ابطال النينجا يسلط الضوء على الكثير من الشخصيات المختلفة في أفكارها وتصرفاتها، يختلف ابطال النينجا بتقديمه أربعة ابطال بدلاً من واحد وأبتداءاً من ليوناردو الهادئ ومايكل آنجلو المرح ورافييل العصبي ودوناتيلو العبقري ومعلمهم سبلينتر، وأصدقاؤهم وهم كيسي جونز وايبريل آونيل.
كما يقدم المسلسل شردر عدو السلاحف الرئيسي ومساعده هان وابنته بالتبنّي كاراي والعالم الذي يخدمه باستمرار باكستر ستوكمن، والعميل بيتشوب و نيتروجين

## أعضاء فريق السلاحف

### ليوناردو
- الكنية: ليو.
- القائد غير الرسمي للفريق.
- المميزات : لديه كل شيء تريده في البطل المغوار والنينجا المثالي، وهو الأكثر عقلانية كما أنه حكيم وقوي ومسؤول.
- العيوب : يبالغ في أخذ الأمور على محمل الجد.
- الأشياء المفضلة : اللون الأزرق، وهو يحب التمرين على (نينجتسو)، سلاحه سيوف الكاتانا (سيف ياباني).

### رافاييل
- الكنية: راف.
- الغاضب شديد العصبية.
- المميزات : قوي البنية.
- العيوب : سريع الغضب والانفعال.
- الأشياء المفضلة: اللون الأحمر، والركوب على الدراجة النارية والقتال، سلاحه خنجرا الساي (خنجر ياباني).

### دوناتيلو
- الكنية: دوني.
- العبقري شديد الذكاء.
- المميزات : ذكي جدا؛ فلقد اخترع الشاحنة الحربية، والدراجة النارية، والغواصة، والكثير من الأشياء المثيرة.
- العيوب : يترك التمرين من أجل الاختراعات.
- الأشياء المفضلة : اللون البنفسجي والاختراع، سلاحه البوستاف (عصا يابانية).

### مايكل أنجلو
- الكنية: مايكي.
- فكاهي ساخر.
- المميزات : خفيف الظل ونادرا ما يغضب.
- العيوب : يترك التمرين من أجل اللهو.
- الأشياء المفضلة : اللون البرتقالي، سلاحه الننشاكو (سلسلة يابانية)، كما يحب مشاهدة التلفاز وقراءة المجلات الهزلية وأيضا ركوب لوح التزلج ويحب الأكل، خاصة البيتزا بالجبن.

## الممثلون (بنسخة سلاحف النينجا حول العالم)
- تاج الدين ضيف الله
- تيسير العاتقي
- محمد مصطفى
- سهيل جباعي
- محمد خرماشو
- وليد الدبس
- حنان شقير
- فاطمة سعد

## قصة تحول السلاحف
القصة بمجملها تدور حول أربع سلاحف، تحولوا بفعل مادة غريبة وقعت عليهم عندما سقطوا من يد ولد صغير إلى مجاري الصرف الصحي، فالتقطهم فأر عادي يدعى سبلتنر. كان هذا الفأر حكيماً وقوياً، وقد تعلم من أحد مدربي النينجا الأقوياء والذي كان يدعى يوشي، ولكن المادة الغريبة التصقت به منهم، فلاحظ نمو أجزاءه وأعضاءه بسرعة مدهشة وكذلك السلاحف؛ فقد ازداد معدل ذكائهم وأصبحوا ينطقون ويتكلمون، فعلمهم المدرب سبلتنر كل ما يعرف من فنون القتال والنينجا، ومن هنا بدأت الحكاية.

## أصل التسمية
من الطريف أن أسماء السلاحف الأربعة جاءت من أسماء 4 رسامين إيطاليين من عظماء عصر النهضة الأوروبية وهم: ليوناردو دا فينشي وميكيلانجيلو ورافائيل ودوناتيلو

## وصلات خارجية
- فتيان السلاحف على موقع IMDb (الإنجليزية)
- فتيان السلاحف على موقع فيلمافينيتي (الإسبانية)
- فتيان السلاحف على موقع كينوبويسك (الروسية)
- فتيان السلاحف على موقع ألو سيني (الفرنسية)
- فتيان السلاحف على موقع قاعدة بيانات الفيلم (الإنجليزية)

- الموقع الرسمي